# Чёрная Речка (приток Большой Невки)
Чёрная Ре́чка (Чёрная речка) — река на территории Санкт-Петербурга, приток Большой Невки — рукава невской дельты. Длина реки составляет 8,1 км. Место дуэли Пушкина и Дантеса в 1837 году.

## История
На берегу Чёрной Речки в 1837 году был смертельно ранен на дуэли А. С. Пушкин. Также в 1840 году здесь состоялась дуэль М. Ю. Лермонтова и де Баранта, а в 1909 году — дуэль Н.Гумилёва и М.Волошина. От названия реки происходит название муниципального округа в Приморском районе Санкт-Петербурга Чёрная Речка. В районе расположена одноимённая станция метро.

## Гидрография

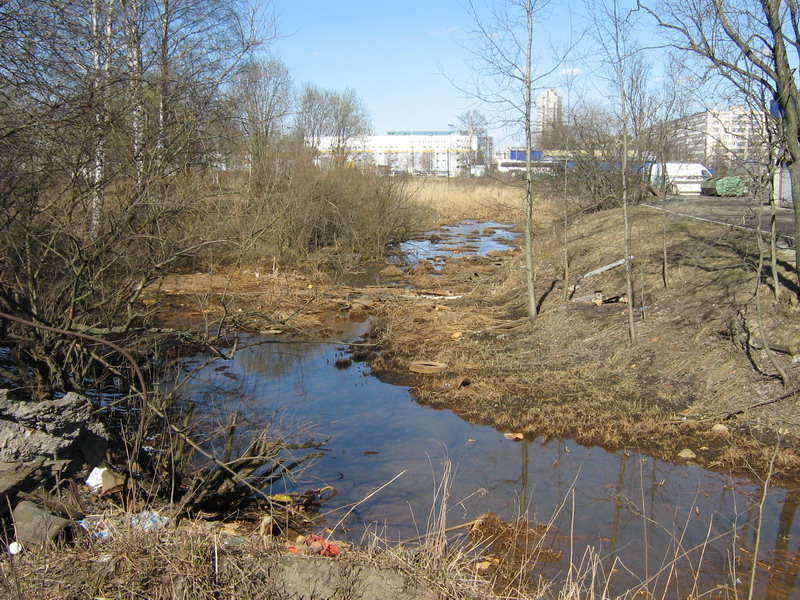
Чёрная Речка в верхнем течении

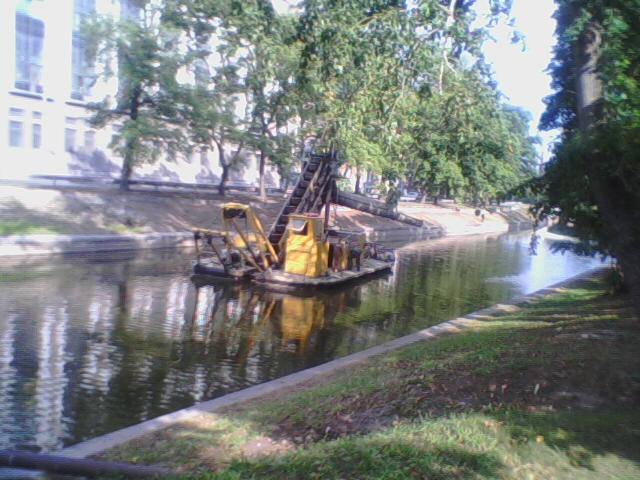
Чёрная Речка в нижнем течении

До начала широкомасштабных градостроительных работ в Приморском районе в 1980-е годы Чёрная Речка брала исток из обширного болота, окаймлявшего с юга озеро Долгое. Бассейн озера Долгого площадью 5,7 км² составлял примерно половину водосбора Чёрной Речки. На этом протяжении Чёрная Речка принимала многочисленные малые водотоки и дренажные канавы, проложенные по заболоченной местности. Бассейн реки изобиловал родниками и выходами напорных грунтовых вод.
В настоящее время верхняя часть русла Чёрной Речки либо заведена в подземные коллекторы, либо стала элементом подземного дренажа. Кроме обустроенных площадок нескольких крупных магазинов, водосбор Чёрной Речки подвергся (и продолжает подвергаться) интенсивным строительным работам.
Освоение территории севернее Серафимовского кладбища привело к коренным изменениям гидрографической сети этой части водосбора Чёрной Речки, и здесь сохранились в квазиестественном состоянии несколько участков, в том числе — фрагмент речного русла, примыкающий с севера к территории гипермаркета «О’Кей». Современный исток расположен у перекрестка Байконурской улицы и Богатырского проспекта.
В нижнем течении Чёрная Речка сохранила черты, сформировавшиеся ко второй половине XX века, и впадает в Большую Невку. Протяжённость сохранившегося участка Чёрной Речки составляет около 4 км, то есть более 60 % общей длины реки в естественном состоянии. Устьевой участок реки в маловодные сезоны года находится в подпоре от Большой Невки и временами превращается в узкий залив. Уровенный режим Чёрной Речки ниже Чернореченского моста (Торжковская ул.) в летнее время практически соответствует ходу уровней Большой Невки.
Среднемноголетний уровень воды Чёрной Речки в нижнем течении равен 14 см БС. Норма годового расхода реки в устье по состоянию до 1988 года составляла 100 л/с. Чёрной Речке присвоена вторая категория рыбохозяйственных водных объектов.

### Экология
Росгидромет РФ в 2006 году классифицирует класс загрязнения реки — 4А (5 максимум) с тенденцией к стабилизации. Основные загрязняющие вещества БПК5(О2), нитритный азот, медь, марганец, цинк.

## Мосты
Через Чёрную Речку перекинуто десять мостов, названия имеют шесть:
- Автомобильно-пешеходный железобетонный мост у истока реки, на Богатырском проспекте
- Пешеходный металлический мост в створе Аэродромной улицы
- Пешеходный металлический мост недалеко от угла Полевой Сабировской и Заусадебной улиц
- Железнодорожный мост вблизи выхода к реке улицы Академика Шиманского (фактически два моста — старый мост с разобранными ж.-д. путем и новый мост по главному ходу Сестрорецкой ж.-д. линии)
- Карельский мост (построен в 2011 году)
- Коломяжский мост (заменён Коломяжским путепроводом)
- Ланской мост
- Чернореченский мост
- Пешеходный Строгановский мост[9]
- Головинский мост

28 мая 2024 года было открыто движение по новому мосту, расположенному в створе Сердобольской улицы.
В 2024 году стало известно, что планируется демонтировать трубопровод теплотрассы, расположенный выше железнодорожного моста.

## Данные водного реестра
По данным государственного водного реестра России относится к Балтийскому бассейновому округу, водохозяйственный участок реки — Нева, речной подбассейн реки — Нева и реки бассейна Ладожского озера (без подбассейна Свирь и Волхов, российская часть бассейнов). Относится к речному бассейну реки Нева (включая бассейны рек Онежского и Ладожского озера).